# Club Patí Tordera
Il Club Patí Tordera è un club di hockey su pista avente sede a Tordera in Spagna.

## Palmarès

### Titoli internazionali
- Coppa CERS/WSE: 1

1985-1986.